# Nathanaël Karmitz
Pour les articles homonymes, voir Karmitz.
Nathanaël Karmitz, né le 8 août 1978 à Boulogne-Billancourt (Hauts-de-Seine), est un producteur et exploitant de cinéma français. Depuis 2005, il est directeur général du groupe audiovisuel MK2.

## Biographie
Nathanaël Karmitz est le fils du cinéaste, distributeur et exploitant Marin Karmitz et de la psychanalyste Caroline Eliacheff. Il étudie au lycée Montaigne (Paris). Il tourne en 1992 un court-métrage, L'Homme télé, puis fonde en 1995 une société de production de courts-métrages, Nada, avec Charles Gillibert.
Il entre en 1997 dans l'entreprise de son père, mk2, comme responsable des activités de restauration liées au cinéma. Il tient la même année le MK2 Project Café au mk2 Gambetta, consacré à la vidéo d'art. En 2000, nommé directeur du développement du groupe, il fonde et dirige la filiale mk2 éditions, et crée le label MK2 Music l'année suivante. Il participe également, de 2000 à 2003, à la construction du mk2 Bibliothèque et à son aménagement avec de nombreux artistes et designers.
En 2004, il prend la gestion du pôle « contenus » du groupe (rassemblant production et distribution cinématographique, ventes internationales et édition). L'année suivante, Nathanaël Karmitz devient directeur général de MK2.
Nathanaël Karmitz a produit et coproduit de nombreux films, comme Like Someone in love et Copie Conforme (Prix d’Interprétation au Festival de Cannes 2010) d’Abbas Kiarostami, ou Au-delà des Montagnes de Jia Zhangke.
Début 2021, au no 135 boulevard Diderot (Paris), Elisha et Nathanaël Karmitz créent l'hôtel Le Paradiso (en référence au film Cinema Paradiso), communiquant avec le cinéma voisin MK2 Nation. Il propose une loge privative surplombant la salle ainsi que des chambres dont chacune peut se transformer en salle de projection privée.